# Маршалл, Уэйн (вокалист)
Уэйн Митчелл, более известный под прозвищем Wayne Marshall (Уэйн Маршал) — дэнсхолл исполнитель c Ямайки.
Наиболее известен сотрудничеством с такими исполнителями, как Шон Пол, Elephant Man и Beenie Man.
В 2003 году лейбл VP Records выпустил дебютный сольный альбом Уэйна Marshall Law, песня из которого («Hot In The Club») попала в саундтрек игры FIFA Football 2005.

## Дискография
- 2003 — Marshall Law
- 2004 — Forbidden Fruit
- 2008 — Tru Story!